# Ernie Thomas
Ernie Richard Thomas (bl. 1930er- bis 1950er-Jahre) war ein britischer Motorradrennfahrer.

## Karriere
Ernie Thomas startete 1927 zum ersten Mal auf der Isle of Man. Im Jahr 1929 nahm er auf Velocette in der Senior-Kategorie erstmals an der Isle of Man TT Teil und wurde 14. von 16 ins Ziel gekommenen Piloten. In den Folgejahren war er auf Maschinen des Birminghamer Herstellers Velocette regelmäßiger Starter bei der TT. 1935 gelang Thomas mit Rang sechs im Junior-Rennen seine erste Platzierung unter den besten zehn. Mit einer Gesamtzeit von 3:24.57,0 h und einer Durchschnittsgeschwindigkeit von 77,34 mph (124,47 km/h) fehlten ihm im Ziel 4.41,0 min auf den Sieger Jimmie Guthrie (Norton). Im Jahr darauf wurde er Vierter im Junior-Lauf.

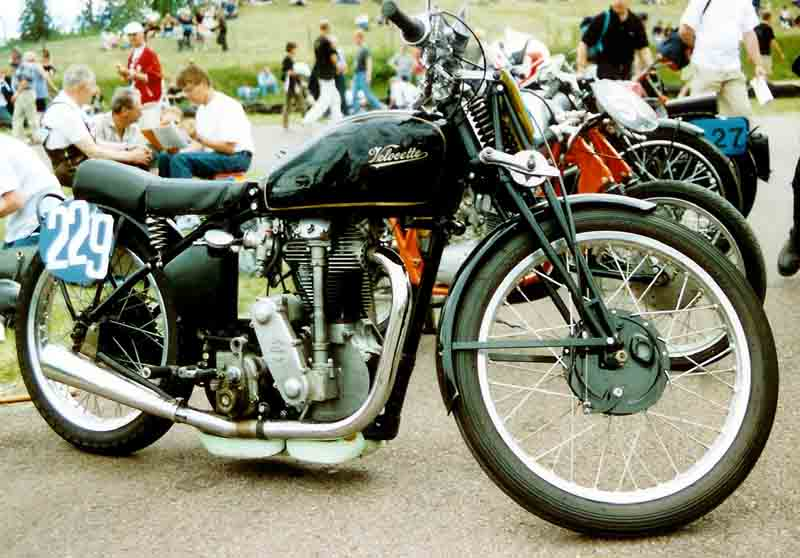
Velocette KTT (350 cm³) aus dem Jahr 1936

Bei der am 24. August 1935 im Rahmen des XVI. Ulster Grand Prix auf dem 20,5 Meilen langen Clady Circuit ausgetragenen Motorrad-Europameisterschaft 1935 belegte Ernie Thomas im 350-cm³-Lauf hinter seinem Velocette-Teamkollegen Wal Handley den zweiten Rang. In den Jahren 1936 und 1937 war Thomas beim Ulster Grand Prix jeweils siegreich. 1936 gewann er das 350er-Rennen auf Velocette und 1937 siegte er auf DKW in der Viertelliterklasse.
Im Jahr 1937 trat Ernie Thomas auch bei der Junior-TT auf einer Werksmaschine des deutschen Herstellers DKW an und errang den dritten Platz. Im Ziel musste er nach sieben Runden 264,131 mi (425,078 km) auf dem Snaefell Mountain Course nur dem italienischen Ausnahmepiloten Omobono Tenni (Moto Guzzi) und Ginger Wood (Excelsior) den Vortritt lassen. Bei der Motorrad-Europameisterschaft 1937, die in dieser Saison im Rahmen des XIII. Großen Preises der Schweiz am 3. und 4. Juli 1937 auf der 7,28 km langen Bremgarten-Rundstrecke in Bremgarten bei Bern ausgetragen wurde, belegte Thomas im 350er-Rennen hinter den britischen Norton-Werkfahrer Guthrie und Freddie Frith Rang drei.
1938 gewann Ernie Thomas auf DKW vor Henry Tyrell-Smith (Excelsior) und Chris Tattersall (CTS) das 250-cm³-Rennen um den Ulster Grand Prix. Da dieser Lauf zur Motorrad-Europameisterschaft 1938 zählte, wurde er damit Siebenter in der EM-Gesamtwertung dieser Klasse.
Am 7. Mai 1939 siegte Thomas auf 350-cm³-Velocette beim Hamburger Stadtparkrennen. Beim Großen Preis von Deutschland am 13. August 1939 auf dem Sachsenring bei Hohenstein-Ernstthal belegte er hinter Walter Hamelehle (DKW) Rang zwei.
Nach dem Zweiten Weltkrieg setzte Ernie Thomas seine Karriere fort. Am 9. Mai 1948 gewann er in Budapest-Budaörs auf Velocette den 350-cm³-Lauf um den Großen Preis von Ungarn. 1950 siegte er in derselben Kategorie ebenfalls auf Velocette den Großen Preis von Finnland in Helsinki. Außerdem belegte er 1949 im Lightweight-TT-Rennen (250 cm³) mit 20.55,4 min Rückstand auf den Sieger Manliff Barrington (Moto Guzzi) den sechsten Platz.
In den Jahren 1949, 1950, 1951 trat Thomas auf Triumph, Velocette bzw. Norton in der 500-cm³-Klasse der neu geschaffenen Motorrad-Weltmeisterschaft an, ohne dabei jedoch nennenswerte Erfolge oder WM-Punkte zu erzielen.

## Rennsiege
| Jahr | Klasse  | Maschine  | Rennen                    | Strecke             |
| ---- | ------- | --------- | ------------------------- | ------------------- |
| 1936 | 350 cm³ | Velocette | Ulster Grand Prix         | Clady Circuit       |
| 1937 | 250 cm³ | DKW       | Ulster Grand Prix         | Clady Circuit       |
| 1938 | 250 cm³ | DKW       | Ulster Grand Prix         | Clady Circuit       |
| 1939 | 350 cm³ | Velocette | Hamburger Stadtparkrennen | Hamburger Stadtpark |
| 1950 | 350 cm³ | Velocette | Großer Preis von Ungarn   | Budapest-Budaörs    |
| 1950 | 350 cm³ | Velocette | Großer Preis von Finnland | Helsinki            |

## Verweise